# Francesco Casisa (attore)
Francesco Casisa (Palermo, 26 febbraio 1987) è un attore italiano.

## Biografia
Nato a Palermo, dove ha vissuto nel quartiere ZEN, debutta come protagonista nel 2002 con il film Respiro, regia di Emanuele Crialese, in cui è Pasquale, figlio dei protagonisti interpretati da Valeria Golino e Vincenzo Amato. Nel 2006 ritorna sui grandi schermi italiani, ancora da protagonista nel ruolo di Angelo Mancuso, con Nuovomondo, diretto anch'esso da Crialese, e con Il fantasma di Corleone, regia di Marco Amenta, film del 2004, anno in cui è uscito in anteprima in Francia.
In televisione debutta nel 2004 con la miniserie tv Paolo Borsellino, diretta da Gianluca Maria Tavarelli e trasmessa da Canale 5, rete su cui riappare nel 2007 con Il capo dei capi, miniserie in sei puntate diretta da Enzo Monteleone e Alexis Sweet.
Nel 2008 ritorna nelle sale con i film Il mattino ha l'oro in bocca, regia di Francesco Patierno, film ispirato all'autobiografia di Marco Baldini, Il giocatore (ogni scommessa è debito), e La siciliana ribelle, regia di Marco Amenta.

## Vita privata
Nel 2003 una notte, finito il turno di parcheggiatore abusivo fuori da una discoteca, ha un incidente in motorino che lo manda in coma per tre giorni e gli porta via incisivi e canini. Le attrici Valeria Golino e Maria Grazia Cucinotta gli finanzieranno la ricostruzione dei denti.
Il 21 ottobre 2012 perde a causa di un incidente stradale il fratello di 19 anni Paolo.

## Procedimenti giudiziari
Nel 2004 è stato denunciato per una rapina.
La sera del 25 ottobre 2008 l'attore è stato arrestato perché sorpreso con mezzo chilo di hashish e alcuni grammi di cocaina nella sua abitazione di Isola delle Femmine, borgo marinaro vicino a Palermo assieme a due amici e alla sua convivente. Il 27 ottobre 2008 nel processo per direttissima, è stato deciso per i tre l'obbligo di firma e di dimora.
Il 5 novembre 2008 il giudice Emilio Alparone ha condannato Casisa a un anno di carcere, con la condizionale.
Il 17 dicembre 2012 viene colpito da un'ordinanza di custodia cautelare nel corso dell'operazione dei Carabinieri di Castelvetrano denominata Bronx2 e destinata a stroncare un vasto traffico di stupefacenti. Casisa risiede a Parigi e risulta quindi latitante.
Nel gennaio 2013 il Tribunale del Riesame revoca la misura di sorveglianza e applica il divieto di soggiorno in Sicilia. L'attore non è più latitante. Nell'ottobre dello stesso anno al processo con rito abbreviato il GUP condanna Casisa a 4 anni e 4 mesi di reclusione e a 18.000 euro di sanzione pecuniaria in quanto fornitore degli spacciatori di cocaina e hashish della Valle del Belice.

## Filmografia

### Cinema
- Respiro, regia di Emanuele Crialese (2002)
- Romeo e Giulietta, regia di C. Agnello - cortometraggio (2002)
- Il fantasma di Corleone, regia di Marco Amenta (2004)
- Nuovomondo, regia di Emanuele Crialese (2006)
- Il mattino ha l'oro in bocca, regia di Francesco Patierno (2008)
- La siciliana ribelle, regia di Marco Amenta (2008)
- Che saccio, regia di Camille D'Arcimoles - mediometraggio (2008)
- Amaro amore, regia di Francesco Henderson Pepe (2011)
- Vento di Sicilia, regia di Carlo Fusco (2012)
- L'immensità, regia di Emanuele Crialese (2022)

### Televisione
- Paolo Borsellino, regia di Gianluca Maria Tavarelli - Miniserie TV - Canale 5 (2004)
- Il capo dei capi, regia di Enzo Monteleone e Alexis Sweet - Miniserie TV - Canale 5 (2007)
- Le mani su Palermo, regia di Fabrizio Lazzaretti e Matteo Lena - Docufiction - Rai 3 (2008)
- Paolo Borsellino - I 57 giorni, regia di Alberto Negrin (2012)